# Sint-Blasiushospitaal

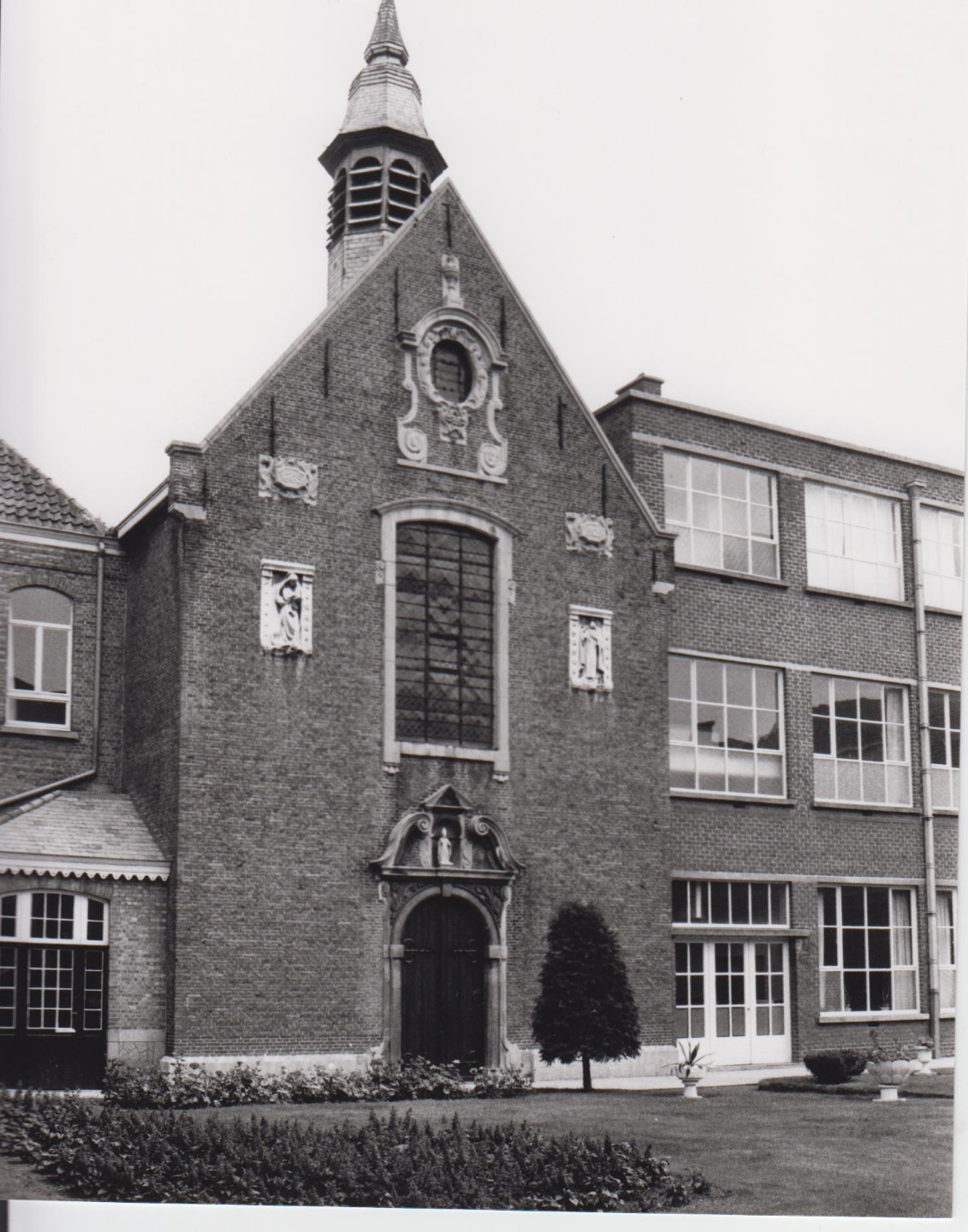
Sint-Blasiuskapel

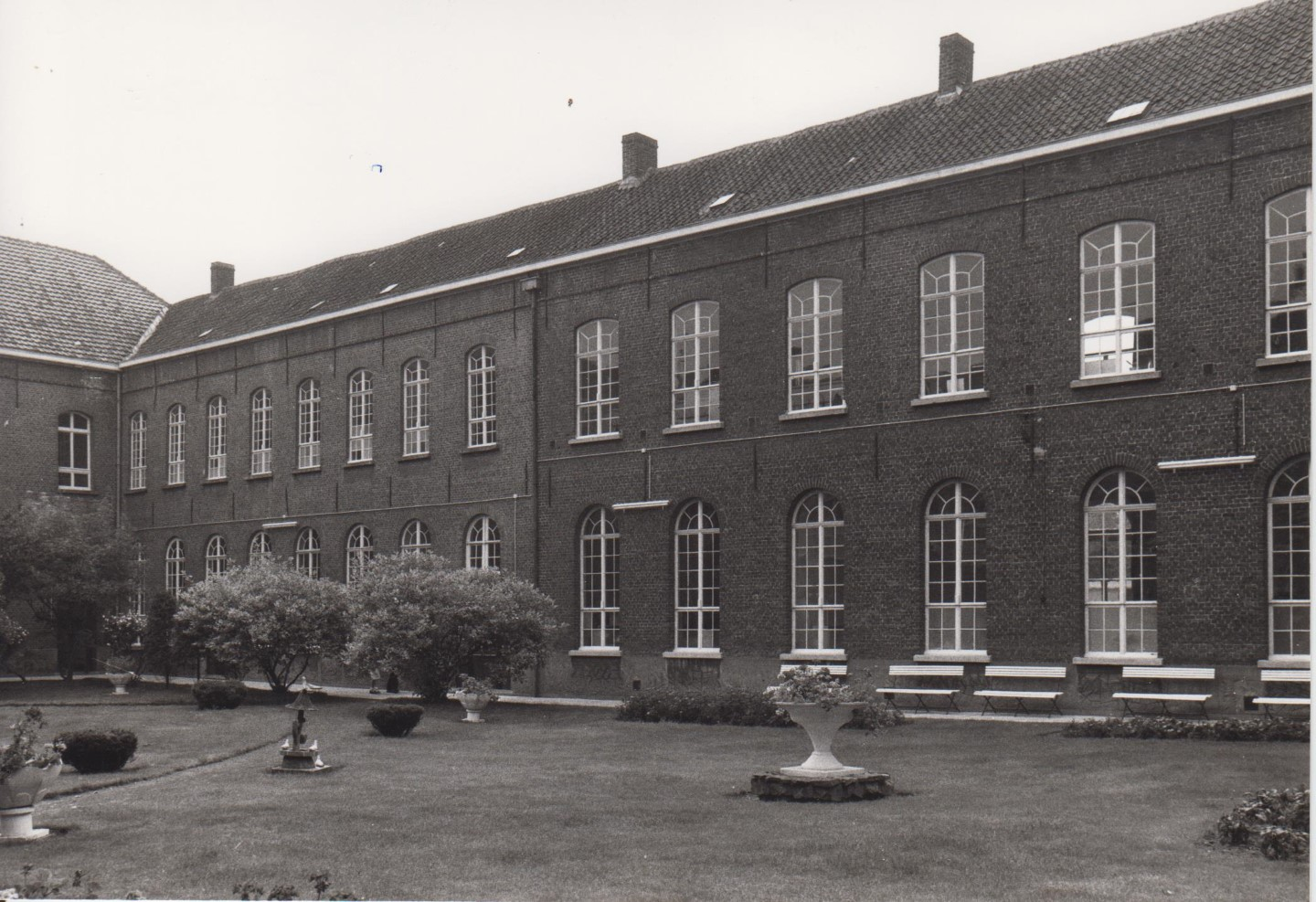
Klooster

Het Sint-Blasiushospitaal is een voormalig hospitaal en later klooster in de Oost-Vlaamse stad Deinze, gelegen aan Kaaistraat 9-11 en 23.

## Geschiedenis
Het hospitaal werd al in de 12e eeuw gesticht en in 1232 werd het voor het eerst vermeld, als Onze-Lieve-Vrouwehospitaal. Het werd beheerd door zowel broeders als zusters, maar na omstreeks 1400 uitsluitend door de zusters augustinessen.
In 1455 werd het hospitaal voor het eerst als Sint-Blasiushospitaal aangeduid. In 1584 zou het hospitaal zijn verwoest, maar in de 17e eeuw kwam het hospitaal weer tot bloei. In 1662 werd begonnen met de bouw van een nieuwe kapel, die in 1672 werd gewijd.
De zusters verzorgden armen en zieken, en gaven ook onderwijs aan meisjes. In de Franse tijd werd het hospitaal in beslag genomen en van 1798-1799 werd de kapel gebruikt als Cercle Constitutionel en als Temple de la Loi, om van 1800-1843 als stadsgevangenis dienst te doen.
De kloostergemeenschap werd in 1806 ontbonden, maar in 1816 kwamen de zusters maricolen, welke er een klooster en een school stichtten. In 1843 kregen ze ook weer de beschikking over de kapel. In 1845 kwamen er nieuwe gebouwen en werd het torentje van de kapel hersteld. In 1909 werd de kapel nog vergroot en in 1930 werden nieuwe schoolgebouwen opgetrokken.

## Gebouwen
De kapel is in barokstijl en heeft een driezijdige koorafsluiting en een achthoekig dakruitertje. Het gebouw is van 1662 en de voorgevel en de twee zuidelijke traveeën zijn van 1909. De diverse klooster- en schoolgebouwen zijn 19e- en 20e-eeuws en staan gegroepeerd op een vierkant perceel.